# Adriano Gajoni
Adriano Gajoni (Milano, 29 ottobre 1913 – Milano, 26 marzo 1965) è stato un pittore italiano, professore dell'Accademia di Brera a Milano.

## Biografia
Gajoni nasce a Milano, fu attivo anche a Parigi. Studiò inizialmente con Giovanni Borgonovo, poi molto giovane fu ammesso all'Accademia di Brera, iniziando presto la sua attività artistica, si appassiona allo studio dei pittori seicentisti lombardi, ancora giovanissimo insegnò disegno per un quadriennio per mantenersi agli studi di belle arti. Diverrà poi Professore presso l'Accademia di Belle Arti di Brera a Milano.
Predilesse i paesaggi, le nature morte e i ritratti. Praticò soprattutto la pittura a olio su legno e faesite. Non amava mai comparire, impedendo che i suoi lavori arrivassero in asta.
Muore nel 1965 all'età di 52 anni per le conseguenze di un incidente stradale, lasciando le due figlie, Cristina Gajoni e Rita, e la moglie Dolores. Venne sepolto al Cimitero Maggiore di Milano.
Sua nipote è la pittrice Cristina Gajoni.

## Stile pittorico
Scrive il critico d'arte Angelo Panerai: «Rigoroso equilibrio, sapiente distribuzione di luci e volumi, impressione di solidità e di architettonico. Tutto così pensato, così necessariamente funzionale che l'occhio trascorre su questa pittura intelligente senza avvertire mai il minimo squilibrio. I toni stessi ubbidiscono a questo criterio armonico che non ammette leziosità coloristiche: pochi bianchi e abbondanti tinte calde segnano inconfondibilmente questa pittura nutrita, ma dove non s'avverte mai il travaglio della creazione». Le nature morte rispecchiano le umili cose della nostra casa e della nostra mensa, emanando quel senso quasi religioso dell'uso secolare che le riveste di insospettata nobiltà [...] orientato verso una costante ricerca di perfezione coloristica e formale. «Tradizione sentita non come vuota risonanza, ma elaborazione di studio amoroso dei grandi seicentisti lombardi da parte di uno spirito colto e severo». Adriano Gajoni, è «pittore milanese di stretta osservanza figurativa, dedito prevalentemente alla Natura morta, a "composizioni fiabesche" e allegoriche e a "fantasie con manichini e statue"» (Bruno Rosa Stincone). L'arte di Adriano Gajoni ha «un fondo di umano lirismo, di poesia» (Silvio Biscaro). Mentre le scelte compositive rivelano un debito evidente nei confronti della pittura olandese e fiamminga del XVIII secolo (Günter Meißner). Gajoni è interprete di un realismo minuzioso di lontana ispirazione fiamminga (Paolo Bolpagni).

## Mostre
- Quadriennale di Roma, Palazzo delle Esposizioni, 3 settembre 1958
- Adriano Gajoni pittore, Roma, 1958
- Adriano Gajoni, Galeria del Portico, 1959, Brescia
- Adriano Gajoni 1913-1965, Galleria permanente d'arte di Bergamo, 10 aprile, 1965
- Adriano Gajoni, Galleria Salvetti, Milano
- Adriano Gajoni à la Galerie Chirvan expose ses oeuvres, 16 maggio - 5 giugno, Rue de Miromesnil, Parigi, 1961
- L’après-guerre à Milan, Industrie, communication, art et mode, Université Jean Moulin, a cura di Michel Feuillet, Institut Culturel Italien de Lyon, Regione Lombardia, Comune di Milano[10], Lione, 2008,

## Musei
- "Ritratto di Alduina Brivio De Angelis", 1957, olio su legno, 134x98 (n. inv. 533), Pinacoteca Ambrosiana, Milano[11].

## Opere
- Natura morta con aragosta, 51 x 61 cm, 1950
- La fidanzata, 1934
- Dolores, (la moglie), 1934
- La Caccia, 1948
- Strategie di Battaglia, con elmo e spada, olio su legno, 30 x 40,5 cm, 1965, Roma
- Allégorie de vanité à l'intérieur, olio su legno, 22 x 32 cm, 1961, Parigi
- Allégorie de vanité en plein air, olio su legno, 22 x 32 cm, 1961, Parigi
- Pianoforte e strumenti, 40 x 80 cm
- Strumenti musicali, 1948
- Libri antichi, 60 x 80 cm
- Nature morte aux roses (natura morta con rose), 1950
- Nature morte avec melon, 1950
- Surrealista, 50 x 100 cm, 60 x 120 cm e 60 x 80 cm
- Ritratto di Alduina Brivio De Angelis, olio su legno; 134 x 98 cm, 1597 (Pinacoteca Ambrosiana, n.inv.533)
- Ritratto di Attilio Brivio, olio su tela, 105 x 71 cm, (Pinacoteca Ambrosiana, n.inv.501)
- Autoritratto, 50 x 70 cm, 1935
- Chevalier et colonne
- Les astronomes
- Père de l'artiste et un clochard, 1942
- Clochard violoniste II (vecchio violinista)
- Mannequin jouant de la musique, 1946
- Portrait de clochard, 1947
- Petit paysage
- Alchimie et sorcière, 1940
- Les Voyants (I Veggenti), 1953
- Paysage d'automne, 1951
- Nature morte mannequin (compositions avec personnages)
- Nature morte avec oeufs (Nature Morte surréaliste), 1950
- Portrait de clochard violoniste
- Mimì, 50 x 60 cm
- Musette, 50 x 50 cm
- The Music room, 1960
- Abele e Caino, 1943
- Adamo ed Eva, 1927
- La Soffitta, olio su masonite, 70 x 80 cm, 1956 (Galleria Studiolo, Milano)
- Lo Spaventapasseri, olio su tela 70 x 78 cm (Galleria Il Ponte, Milano)
- Natura morta con mappamondo, 50 x 50 cm
- Natura morta gigli e violino, 1951
- Natura morta con rosa rossa, 1949
- Natura morta con libri e violino, 1950
- Natura morta candela e Violino, 50 x 60 cm
- Natura morta con vino e frutti di mare , 1937
- Mannequin jouant de la musique, (Manichino al pianoforte), 1934
- Violino e libri, con mappamondo, 50 x 60 cm
- Libri e flauto, 1957
- Fisarmonica, 50 x 60 cm
- I Musicanti, 1952
- Il Musicante
- Il Flautista, 50 x 60 cm
- Il Cane, 30,4 x 39,6 cm, olio su cartoncino, 1962
- Il Mago, 1952
- Cleopatra, olio su tavola, 50 x 40 cm
- Lago piano, olio su tavola, 17 x 22,5 cm, 1941
- Autunno
- Arie antiche, olio su tavola, 40,5 x 50 cm
- Arie antiche II, 1950
- L'Accordeoniste, 1942
- Nudo femminile
- Nudo femminile di schiena (Nu feminin de dos), 1947
- Anfora e pannocchia, 1950
- Farfalle e microscopio, 50 x 70 cm
- Uva e lumachina, 1938
- Ivan Matteo Lombardo, 1949
- Mappamondo e francobolli, 60 x 80 cm
- Riflessi e roulette 51 x 61 cm
- Granturco e peltri 50 x 60 cm
- Metronomo, libri e strumenti, 50 x 70 cm
- Uova nel piatto e oggetti, 50 x 60 cm
- N° 8 Composizioni, olio su rame, 20 x 40 cm